# Lophocharis kutikovae
Lophocharis kutikovae är en hjuldjursart som beskrevs av Mirabdullaev 1992. Lophocharis kutikovae ingår i släktet Lophocharis och familjen Mytilinidae. Inga underarter finns listade i Catalogue of Life.